# Charles Louis Joseph Olivier Guéhéneuc
Pour les articles homonymes, voir Guéhéneuc.
Charles Louis Joseph Olivier, comte de Guéhéneuc, né le 7 juin 1783 à Valenciennes, mort le 26 août 1849 à Paris, est un général français du Premier Empire et de la Restauration,.

## Biographie
Il est le fils de François Scholastique de Guéheneuc et le frère de Louise Scholastique Guéheneuc, maréchale Lannes.

### Guerres napoléoniennes
Il entre dans la carrière militaire en 1803 et sert dans le 10e régiment d'infanterie légère, avant d'être promu sergent à la fin de l’année (10 novembre 1803). L'année suivante, il est attaché à l'état-major de l'Armée des côtes de l'Océan au camp de Boulogne et est promu sous-lieutenant le 25 septembre 1804.
En 1805, Guéhéneuc est nommé aide-de-camp de son beau-frère, le maréchal Lannes, duc de Montebello, et sert pendant toute la campagne d'Autriche. Au cours de l'été 1806, il est promu lieutenant puis sert en Prusse et en Pologne pour le reste de l'année. Il est promu capitaine le 31 décembre 1806. Toujours aide de camp à son beau-frère, il est blessé par balle au bras gauche lors de la bataille de Friedland le 14 juin 1807. Cela lui vaut d'être nommé chevalier de l'ordre militaire de Saint-Henri de Saxe et d'être promu chef de bataillon le 11 juillet.
Guéhéneuc suit ensuite Lannes en Espagne et y est blessé par balle à Tudela en novembre 1808. Deux mois plus tard, le 9 janvier 1809, il est nommé colonel et rentre en France. Puis il part en Allemagne pour participer à la campagne du Danube de 1809. Le 20 avril, il capture avec succès 82 dragons autrichiens à Abensberg. À la suite de la mort de son beau-frère Lannes le 31 mai 1809, le colonel Guéhéneuc reçoit un nouveau poste d'aide-de-camp de l'empereur Napoléon. Plus tard cet été-là, le 15 août 1809, il est fait baron de l'Empire.
Dans les années qui suivent, Guéhéneuc est nommé colonel du 26e régiment d'infanterie légère. Lors de la campagne de Russie de 1812, il est affecté à la 6e division du IIe corps du général Legrand. Vers le début de la campagne, alors que l'armée doit traverser la rivière Néris, Guéhéneuc la passe à la nage, emmenant avec lui un groupe de soldats nageurs afin de sécuriser un passage. Alors qu'un lancier commence à être emporté par le courant, il saute immédiatement dans la rivière entièrement vêtu et sauve l'homme. Quelques mois plus tard, lors de la retraite de Russie, le colonel Guéhéneuc est blessé au bras lors de la bataille de la Bérézina le 25 novembre 1812. Mais le 26 décembre 1812, il est promu général de brigade et redevient aide-de-camp de l'empereur. Il sert à ce titre en Saxe en 1813.
Au retour de Napoléon lors des Cent-Jours, auxquels il ne participe pas, il est fait chevalier de l'ordre royal et militaire de Saint-Louis le 7 mars 1815. Mais après la seconde abdication de l'empereur et le retour des Bourbons, il est mis en disponibilité du 30 décembre 1818 au 13 mai 1831 et s'installe à Antibes.

### Sous la restauration

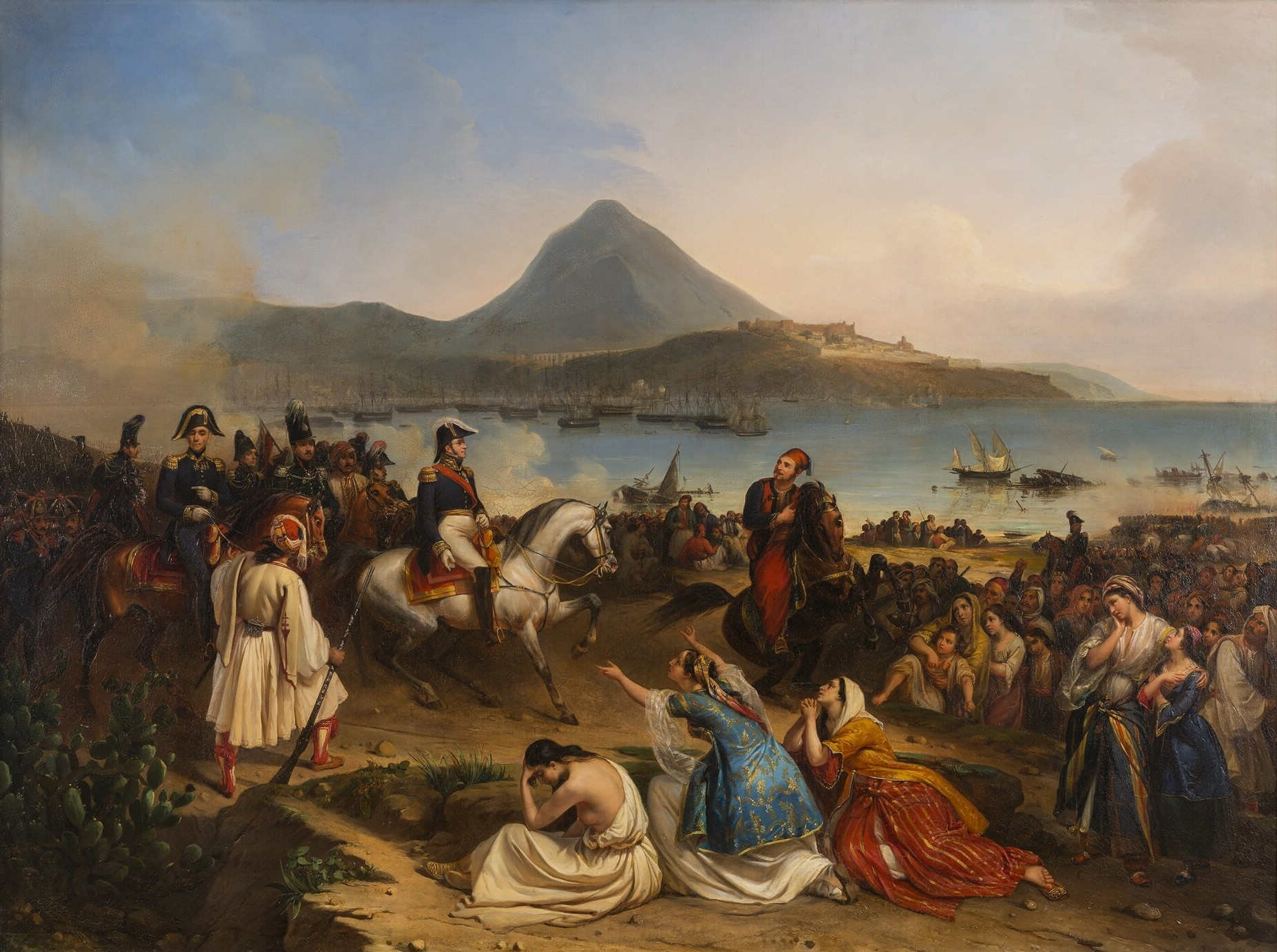
L’expédition française de Morée (1828-1833) (par Jean-Charles Langlois)

Après la révolution de juillet 1830, il est rappelé par Louis-Philippe le 13 mai 1831, qui le nomme commandant en chef de la Brigade française d'occupation en Morée en Grèce. Il succède ainsi au maréchal Maison (1828-1829) et au général Schneider (1829-1831) à la tête de ce corps expéditionnaire qui fut chargé en 1828 de libérer le Péloponnèse des troupes d'occupation turco-égyptiennes d'Ibrahim Pacha lors des dernières années de la guerre d’indépendance grecque. À la tête de cette Brigade de 5 000 hommes, le général Guéhéneuc a pour mission de maintenir l'ordre dans le pays nouvellement libéré et indépendant, de conserver une influence française dans la région, ainsi que de participer à la reconstruction du pays,. Les derniers régiments français quittent définitivement le pays en août 1833, peu après l’arrivée sur le trône de Grèce du roi Othon Ier au mois de janvier 1833. Pour son service, le roi le fera plus tard Grand-commandeur de l' Ordre du Sauveur. À son retour en France, il est remis en disponibilité. Il est cependant nommé lieutenant-général le 22 novembre 1836.
C'est en cette qualité qu'il est nommé le 8 août 1838, commandant de la province d'Oran en Algérie, poste qu'il occupe jusqu'au 8 septembre 1840. À son retour en France, son père meurt et, le 28 septembre 1840, il est fait comte Guéhéneuc. Il est ensuite nommé le 16 novembre 1840 au commandement de la 15e division militaire de Bourges, poste qu'il occupe jusqu’à la révolution de 1848. Il est finalement admis en retraite le 17 avril.
Le général Guéhéneuc meurt à Paris, le 26 août 1849. Il a été réinhumé au cimetière de Montmartre, 4e division, en juillet 1850.

## Honneurs, titres et décorations

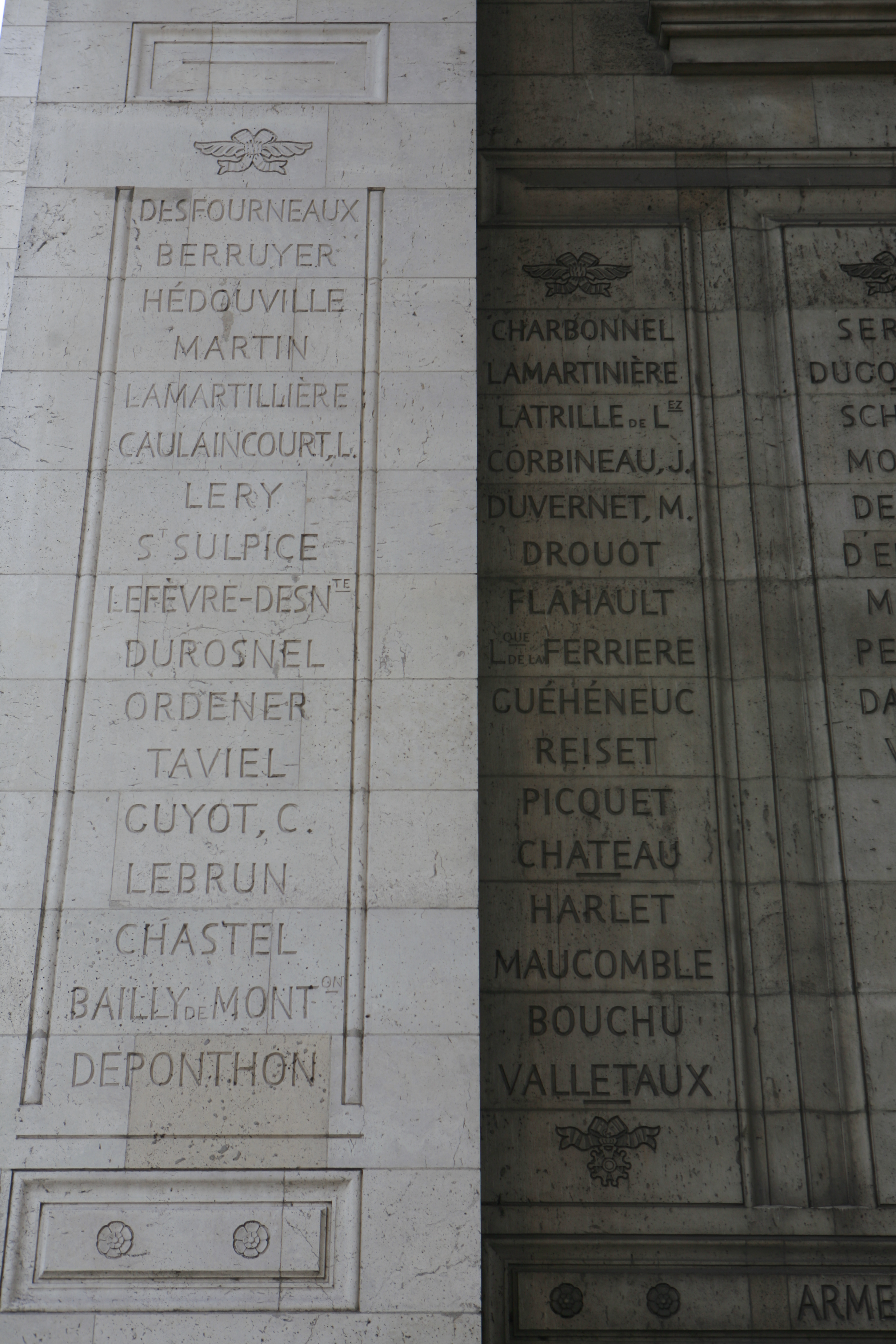
Noms gravés sous l'Arc de Triomphe de l'Étoile : pilier Ouest, 31e et.

- Nom gravé sous l'arc de triomphe de l'Étoile (pilier Ouest, colonne 32)
- Baron de l'Empire (le 15 août 1809).
- Comte Guéhéneuc (le 28 septembre 1840, à la mort de son père).
- Décorations françaises[1] :
  -  Chevalier de l'Ordre de Saint-Louis (le 7 mars 1815).
  -  Chevalier de la Légion d'honneur (le 4 juin 1807).
  -  Officier de la Légion d'honneur (le 19 juin 1812).
  -  Commandeur de la Légion d'honneur (le 30 avril 1835).
- Décorations étrangères :
  -  Chevalier de l'Ordre militaire de Saint-Henri (Saxe) (le 29 juin 1807)
  -  Grand-commandeur de l'Ordre du Sauveur (Grèce) (Almanach royal et national 1843)

## Carrière militaire
- 19 août 1803 : soldat ;
- 25 septembre 1803 : caporal ;
- 10 novembre 1803 : sergent ;
- 25 septembre 1804 : sous-lieutenant ;
- 19 juin 1806 : lieutenant ;
- 31 décembre 1806 : capitaine ;
- 11 juillet 1807 : chef de bataillon ;
- 9 janvier 1809 : colonel du 26e régiment d'infanterie légère ;
- 26 décembre 1812 : général de brigade ;
- Du 26 décembre 1812 au 1er septembre 1814 : aide de camp de l'Empereur ;
- 1er septembre 1814 : mis en demi-solde ;
- Du 30 décembre 1818 au 13 mai 1831 : mis en disponibilité ;
- Du 13 mai 1831 au 26 septembre 1833 : commandant de la Brigade française d'occupation en Morée ;
- 26 septembre 1833 au 8 août 1838 : mis en disponibilité ;
- 22 novembre 1836 : lieutenant-général ;
- Du 8 août 1838 au 8 septembre 1840 : commandant de la province d'Oran ;
- Du 8 septembre 1840 au 16 novembre 1840 : mis en disponibilité ;
- Du 16 novembre 1840 au 17 avril 1848 commandant de la 15e division militaire (Bourges) ;
- 17 avril 1848 : admis en retraite.

## Armoiries
« Armes des Guéhéneuc sous l'Ancien Régime :D'azur au lion léopardé d'argent, accompagné en chef de deux fleurs de lys du même.
Ou,
D'azur au lion léopardé d'argent, surmonté de deux macles du même. »

« Armes du Baron de Guéhéneuc et de l'Empire : Coupé, au 1, parti de sinople, à une épée d'or, la garde liée d'un ruban de gueules, flottant à dextre et à senestre et du quartier des barons militaires de l'Empire ; au 2, d'azur, semé d'étoiles d'argent, et un bouclier ovale d'or, brochant sur le tout, ledit bouclier ch. d'une croix florencée ayant entre ses bras quatre étoiles, le tout aussi d'or., »

| Figure | Blasonnement |
|        | Armes du baron Charles Louis Joseph Olivier Guéhéneuc et de l'Empire Coupé, au 1, parti de sinople, à une épée d'or, la garde liée d'un ruban de gueules, flottant à dextre et à senestre et du quartier des barons militaires de l'Empire ; au 2, d'azur, semé d'étoiles d'argent, et un bouclier ovale d'or, brochant sur le tout, ledit bouclier ch. d'une croix florencée ayant entre ses bras quatre étoiles, le tout aussi d'or., |